# Honi soit qui mal y pense
Pour les articles homonymes, voir Honni soit qui mal y pense.

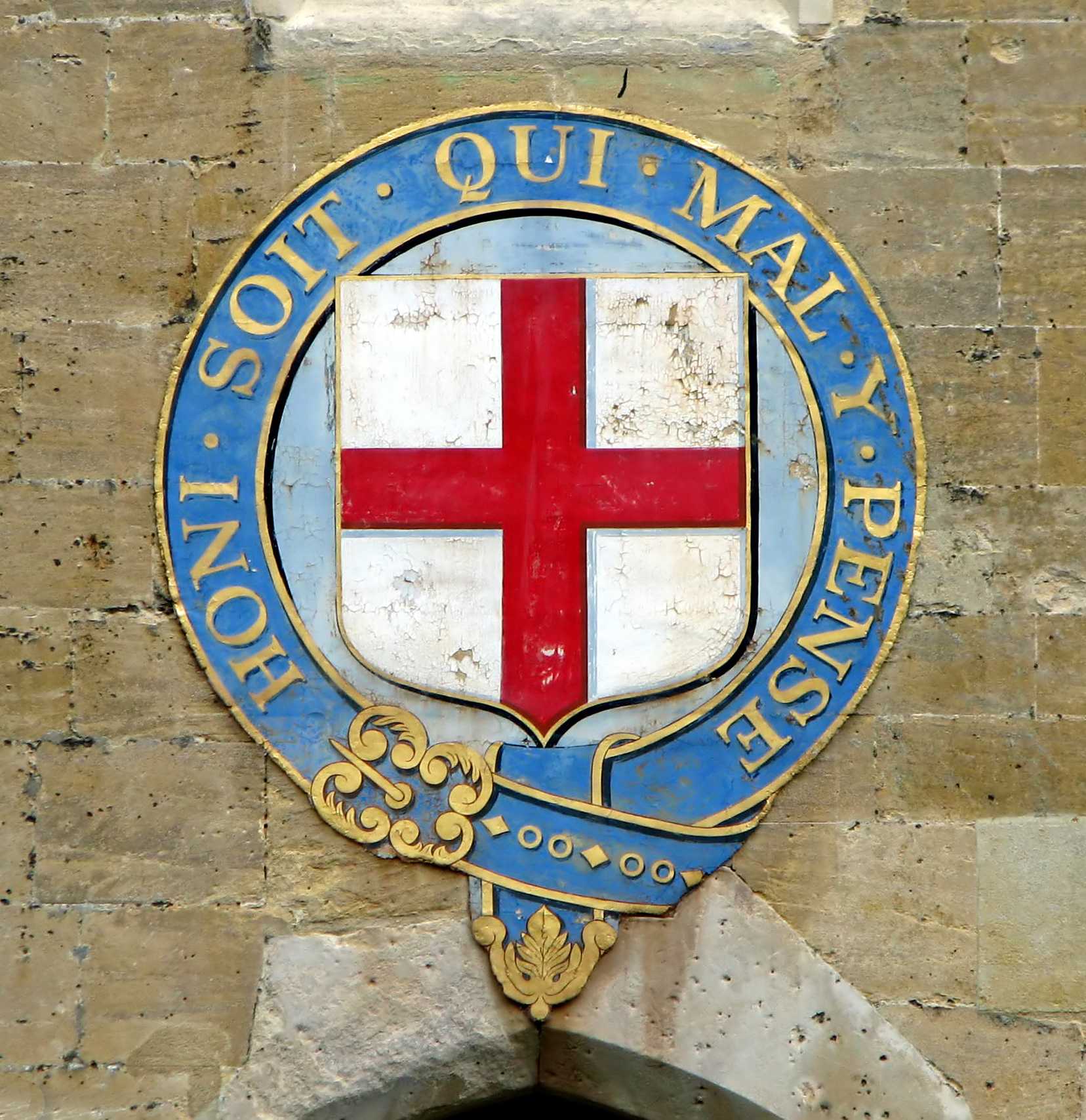
L'emblème de l'ordre de la Jarretière avec sa devise, au château de Windsor.

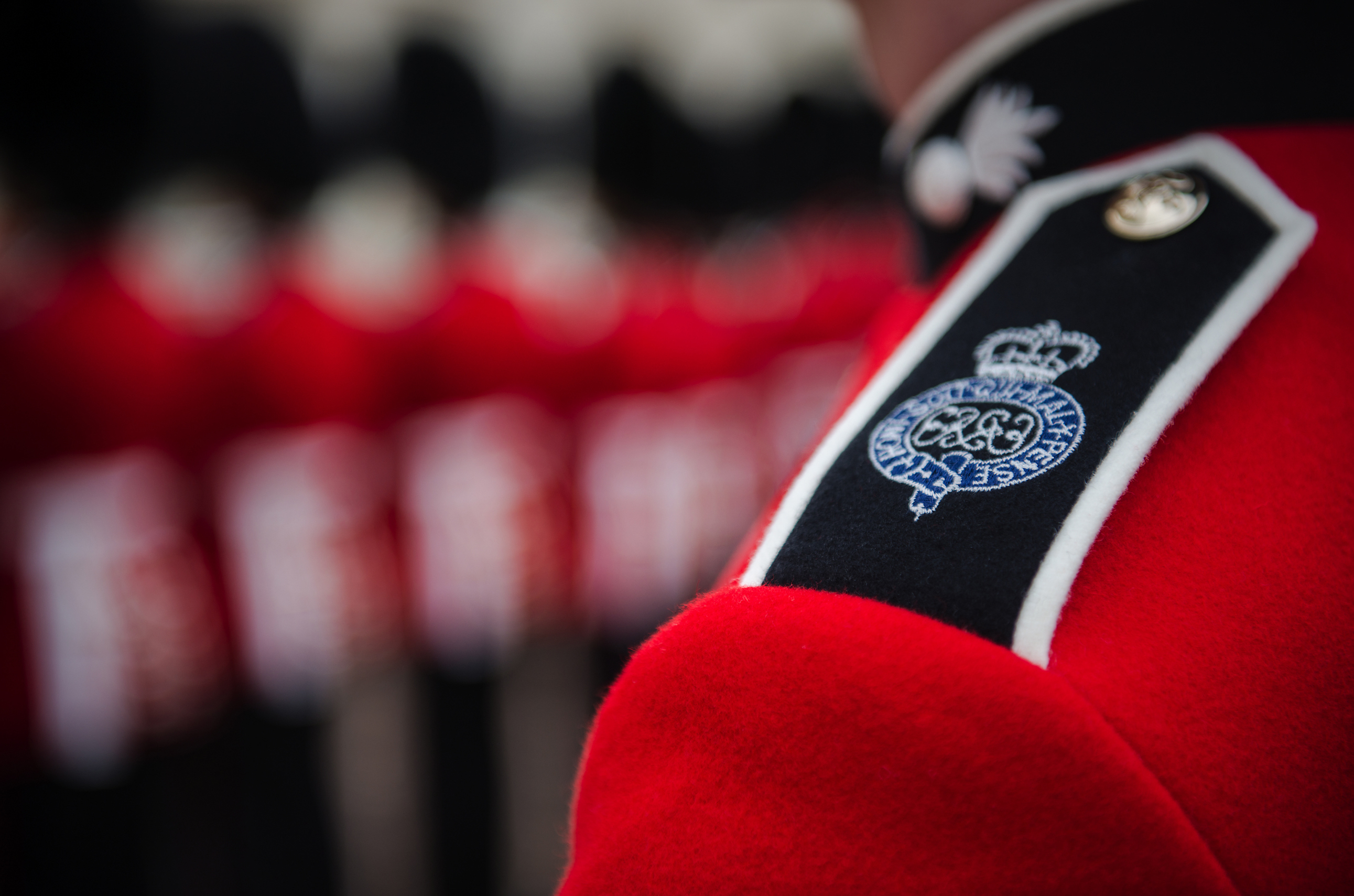
Sur l'épaulette d'un soldat des Grenadier Guards

« Honi soit qui mal y pense » (en français dans le texte) est une devise anglo-normande. Elle est la devise de l'ordre de la Jarretière, l'ordre le plus important de la chevalerie britannique.

## Présentation

### Graphie
La langue anglo-normande, issue de la conquête normande de l'Angleterre, reste en usage à la cour au XIVe siècle. En français moderne, la phrase s'écrit « Honni soit qui mal y pense » (le participe passé du verbe moderne honnir étant « honni »).

### Signification
Le verbe honnir est un verbe de la langue française qui signifie « blâmer quelqu'un en lui faisant honte » en le vouant au mépris public. Dans un registre moderne, la phrase signifie donc « Honte à celui qui y voit du mal ».

## Historique

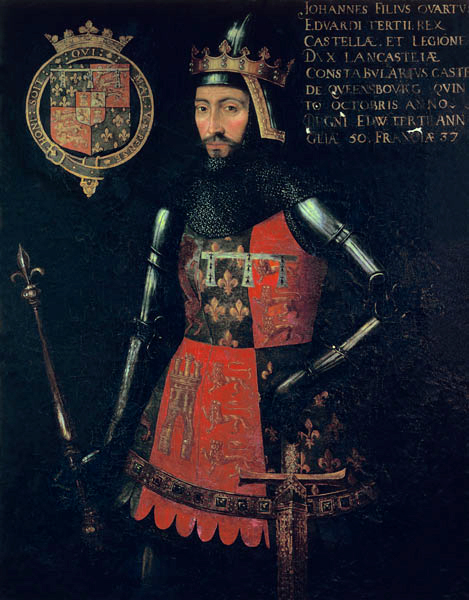
Les armes de Jean de Gand comprennent la jarretière et la devise « Honi soit qui mal y pense ». Photo d'une représentation du XVIe siècle.

Polydore Virgile raconte comment la jeune Jeanne de Kent, comtesse de Salisbury — la favorite du roi en ce temps —, fait accidentellement tomber sa jarretière à un bal à Calais. Le roi Édouard III d'Angleterre répond à la foule qui sourit en attachant la jarretière à son propre genou en prononçant ces mots : « Messires, honi soit qui mal y pense ! Tel qui s'en rit aujourd'hui s'honorera de la porter demain, car ce ruban sera mis en tel honneur que les railleurs le chercheront avec empressement. »
Il promet à sa favorite de faire de ce ruban bleu un insigne si prestigieux et désiré que les courtisans les plus fiers ou ambitieux s'estimeraient plus qu'heureux de le porter. Il crée ainsi l'ordre de la Jarretière (Most Noble Order of the Garter) qui est le plus élevé des ordres de chevalerie britanniques, le 23 avril 1348 le jour de la Saint-Georges, en pleine guerre de Cent Ans.